# Herb gminy Mędrzechów
Herb gminy Mędrzechów – jeden z symboli gminy Mędrzechów, autorstwa Krzysztofa Struziaka (koncepcja) oraz Kamila Wójcikowskiego i Roberta Fidury (opracowanie graficzne, uzasadnienie merytoryczne), ustanowiony 24 kwietnia 2024.

## Wygląd i symbolika
Herb przedstawia na tarczy w polu czerwonym ponad wstęgą falistą srebrną z prawej takiż półtrzecia krzyż, z lewej kłos złoty. Półtrzecia krzyż wzięty został z herbu Pilawa Potockich z pobliskich Krzeszowic, zasłużonych właścicieli Mędrzechowa w XVIII-XX wieku. Kłos zboża nawiązuje do faktu, że na terenie gminy znajdowały się punkty, z których spławiano zboże Wisłą, stanowiącą północną granicę gminy. Rzekę tę symbolizuje znajdujący się u dołu pas falisty.